# وولفگانگ اشترودتر
وولفگانگ اشترودتر (انگلیسی: Wolfgang Strödter؛ (زادهٔ ۵ آوریل ۱۹۴۸ – درگذشتهٔ ۴ ژوئن ۲۰۲۱) بازیکن هاکی روی چمن اهل آلمان غربی بود.
وی در مسابقات کشوری و بین‌المللی در مجموع برندهٔ ۱ مدال طلا شده‌ بود.